# Турув (баскетбольный клуб)
«Турув» (пол. PGE Turów Zgorzelec) — польский профессиональный баскетбольный клуб из города Згожелец. Команда основана в 1948 году. Домашние матчи проводит на Центральной спортивной арене (Centrum Sportowe), которая вмещает 1500 мест. Традиционные цвета клуба — чёрные и зелёные. С ноября 2011 года президентом клуба является Вальдемар Лужчак. «Турув» четыре раза становился серебряным призёром Польской баскетбольной лиги (2006—2007, 2007—2008, 2008—2009, 2010—2011), а в сезоне 2007—2008 дошел до четвертьфинала Кубка Европы.

## Из истории
«Туруву» пока не доводилось становиться чемпионом Польши. За последние пять лет команда четыре раза выходила в финал и всякий раз уступала лидеру польского баскетбола — «Ассеко Прокому». Восхождение «Турува» к верхним позициям в польском баскетболе можно назвать стремительным и успешным. Долгое время выступая во второй и первых лигах, команда буквально ворвалась в высший дивизион польского чемпионата, преодолев за три сезона дистанцию от дебютанта до серебряного призёра. Правда, последний год команда из Згожелеца себе в актив записать не может — она стала лишь шестой в «регулярке» и ни на что серьезное претендовать уже не могла.
Самый заметный игрок, когда-либо защищавший цвета «Турува» - американский защитник с польским паспортом, один из лидеров национальной команды Польши, Томас Келати. После брака с полькой, Келати в 2010 году получил польский паспорт и стал выступать за местную сборную.

## Известные игроки
- Келати, Томас
- Томас, Тори
- Мартин Стефански (пол. Marcin Stefański)